# Dhaubini
Dhaubini (nep. धोबिनी) – gaun wikas samiti w środkowej części Nepalu w strefie Narajani w dystrykcie Parsa. Według nepalskiego spisu powszechnego z 2001 roku liczył on 578 gospodarstw domowych i 4053 mieszkańców (1922 kobiet i 2131 mężczyzn).